# Kostivere

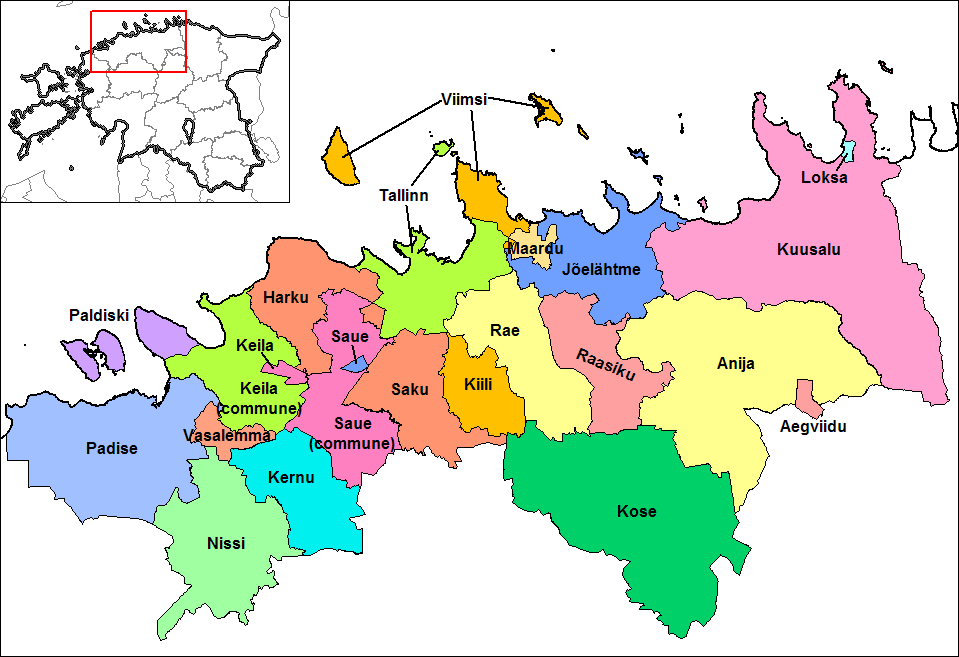
Gemeinde Jõelähtme im Kreis Harju (Estland)

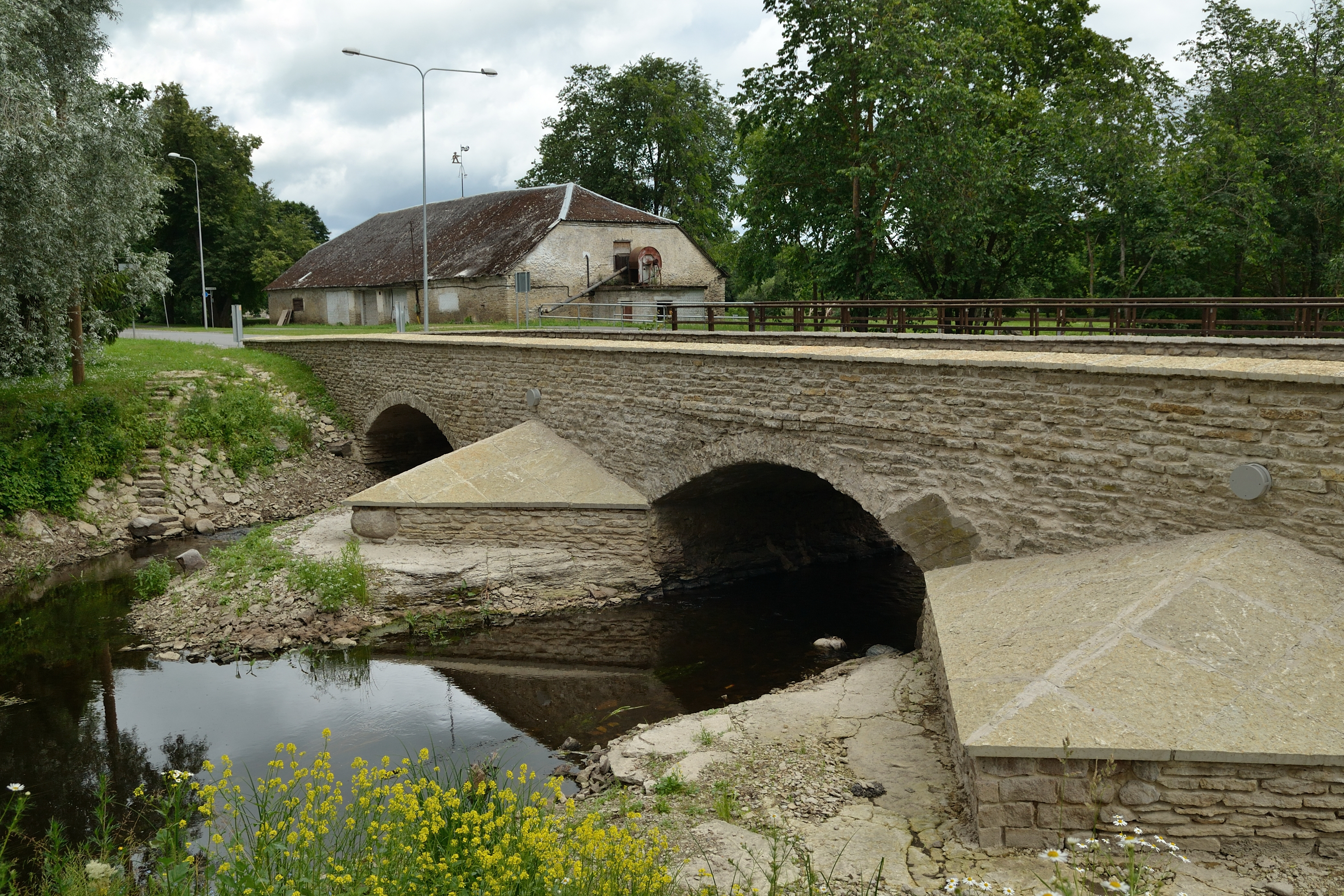
Historische Steinbrücke in Kostifer

Kostivere (deutsch Kostifer) ist ein kleiner estnischer Ort in der Gemeinde Jõelähtme und gehört zum  Kreis Harju. Er liegt am Kostiferschen Fluss etwa 20 km ostwärts von Tallinn und hat ungefähr 733 Einwohner. Das damalige Kostifer und die umliegenden kleinen Ortschaften sind durch ihre Gutshöfe und Herrenhäuser bekannt, auf denen einige Adelsfamilien aus der Estländischen Ritterschaft gelebt haben.

## Geschichte
Der Name des Dorfes entwickelte sich von Kostæueræ (1241) über Cosiuere (1379), Kostevere (1424) bis Kostifer (1822). Die erste, aus 6 Pflugland bestehende Ansiedlung, wurde von Dänen errichtet und wurde von seinem Besitzer Conraduse beherrscht. 1379 verringerte sich die Anzahl der Höfe und erreichte 1636 seine kleinste Ansammlung von 3 Höfen. 1720 erhielt die Ortschaft eine Mühle und 1744 wurde der Ort in die Gemeinde Jõelähtme eingegliedert. Das bereits 1379 errichtete Herrenhaus wurde in der Mitte des 16. Jahrhunderts von den Birgitten übernommen. Vor dem Nordischen Krieg lebten 1698 noch 4 Familien in und um Kostivere, die insgesamt ein Ackerland von 13 Pflugländern bearbeiteten. Bis zum Jahre 1716 konnte, durch die Übernahme des Gutsbesitzes und die Leitung der „Gutsherren auf Kostifer“, die Anzahl der Bewohner auf über 200 Personen anwachsen. Bis zur Mitte des 18. Jahrhunderts erhöhte sich die Bevölkerungszahl auf 400 und das Ackerland hatte sich auf 24 Hektar erweitert. Zum Ort gehörten nun drei Gasthäuser, eine Wassermühle und zwei Herrenhäuser mit den anschließenden Neben- und Wohngebäuden. Die Gehöfte Ilgas, Loo, Parrasmae, Rannakülla, Rebbala und Wainjala waren Beigüter von Kostifer.
Das Zeitalter der Industrialisierung führte auch in diesem kleinen Ort zu wirtschaftlichen Veränderungen, der Ausbau der Landwirtschaft auf Kartoffelpflanzungen, die Vergrößerung der Viehwirtschaft und die Umstrukturierung der Betriebe von Landwirtschaft auf Weidelandschaft schaffte neue Arbeitsplätze und zog weitere Menschen auf das Land. Bis in die Mitte des 20. Jahrhunderts war der Ort auf fast 1000 Bewohner angewachsen. Der wirtschaftliche Aufschwung ging von den Besitzern der Guts- und Herrenhäuser aus. Zwischen 1750 und 1890 war Kostifer, wie es jetzt genannt wurde, im Besitz der deutsch-baltischen Adelsfamilie von Brevern, zuvor war das Gut im Besitz der Familien von Hastfer und von Gernet, von 1913 bis 1939 war das Gut Kostifer dann im Besitz der Familie von Dehn. Nach der sowjetischen Besetzung im Jahre 1941 wurde Kostivere, wie es jetzt wieder hieß, zur Sowchose umstrukturiert und während der deutschen Besatzung diente das Gut wieder als Herrenhaus. Im Jahre 1945 erfolgte eine erneute Umwandlung des Ortes in das Staatsgut Kostivere. Es folgten mehrere Neu- und Umbauten, die Herrenhäuser wurden teilweise zu Wohnhäusern umgebaut und das Bild des Ortes glich bald einer typisch sowjetischen Landsiedlung. Nach dem Zusammenbruch der sowjetischen Herrschaft begann man neue Konzepte umzusetzen, die Einwohnerzahl lag 2009 bei 733 Personen und der Ort zählt zu den aufstrebenden Projekten in der Region.
Das in den 1770er Jahren errichtete zweistöckige frühklassizistische Hauptgebäude wurde im 19. Jahrhundert umgebaut und nach der Brandstiftung im Jahr 1905 in veränderter Form wiederaufgebaut. Das Gutshaus von Kostivere ist jetzt im Besitz eines Arztes übergangen, der dort eine Arztpraxis betreibt.

## Persönlichkeiten

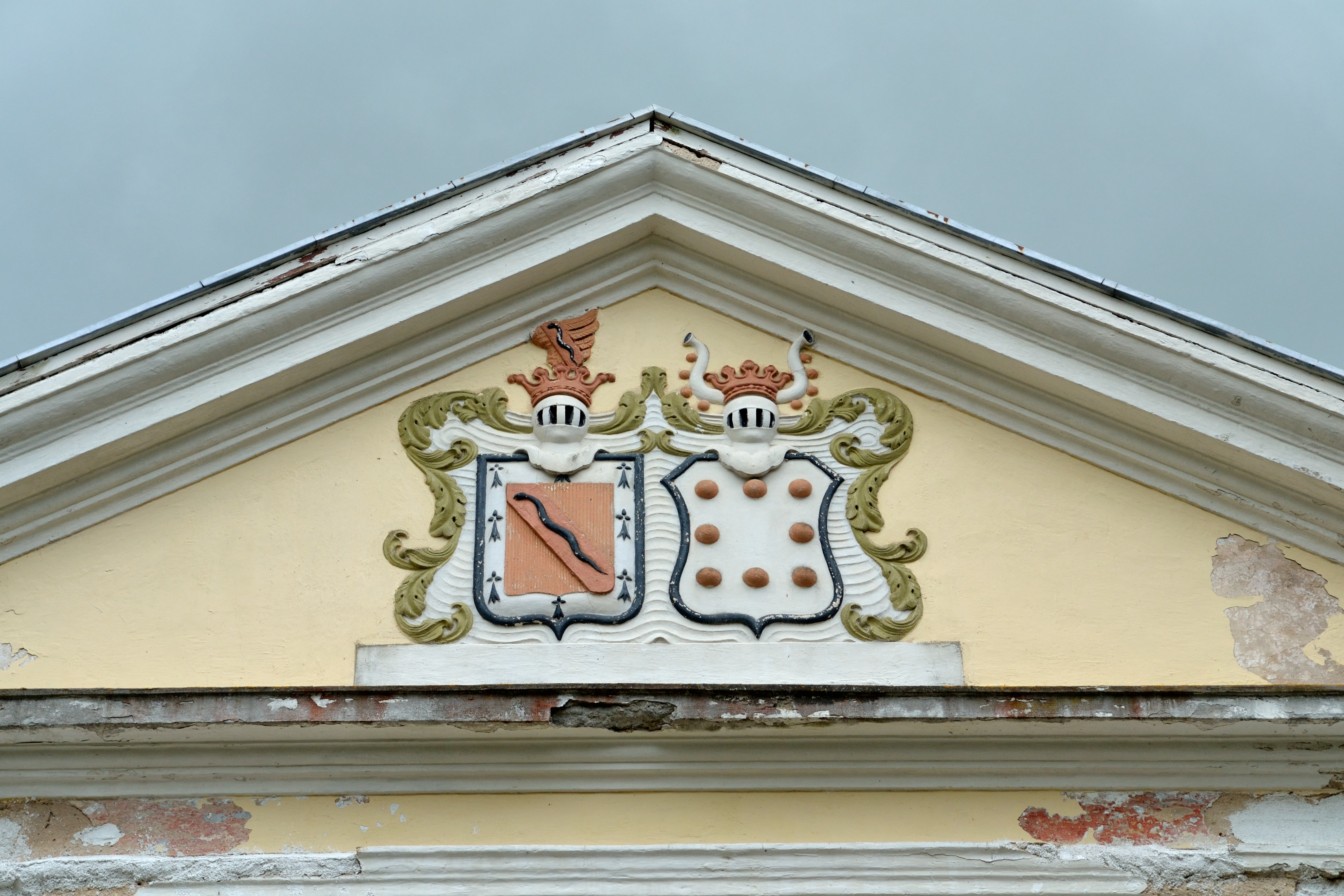
Wappen derer von Brevern (li.) und von Staël Holstein (re.) am Herrenhaus in Kostevere

Heinrich Johann von Brevern (* 1749 † 1803 auf Kostifer) heiratete 1771 Anna Elisabeth Staël von Holstein  (* 1753 in Reval; † 1824 ebenda), sie lebten auf dem Herrensitz Kostifer, auf dem auch ihre Nachkommen geboren wurden:
- Karl Peter Ernst von Brevern (1772–1794)
- Katharina Margarethe Elisabeth von Brevern (1774–1836)
- Heinrich Johann (Iwan) von Brevern auf Kostifer (1775–1824)
  - Pontus Alexander Ludwig Brevern-de la Gardie (1814–1890)
- Gertrude Helene von Brevern (1776–1857)
- Anna Wilhelmine von Brevern (1780–1863)
- Christoph Engelbrecht von Brevern (1782–1863)
- Konrad Georg von Brevern (1786–1839)
- Juliane Christina von Brevern (1790–1839) und
- Amalie Elisabeth von Brevern (* 1792).
- Richard von Rosen (1844–1911), Landrat, Vizepräsident der estländischen Abteilung des Roten Kreuzes